# Bodilus ardens
Bodilus ardens är en skalbaggsart som beskrevs av Edgar von Harold 1866. Bodilus ardens ingår i släktet Bodilus och familjen Aphodiidae. Inga underarter finns listade.